# St. Michael (Lanstrop)

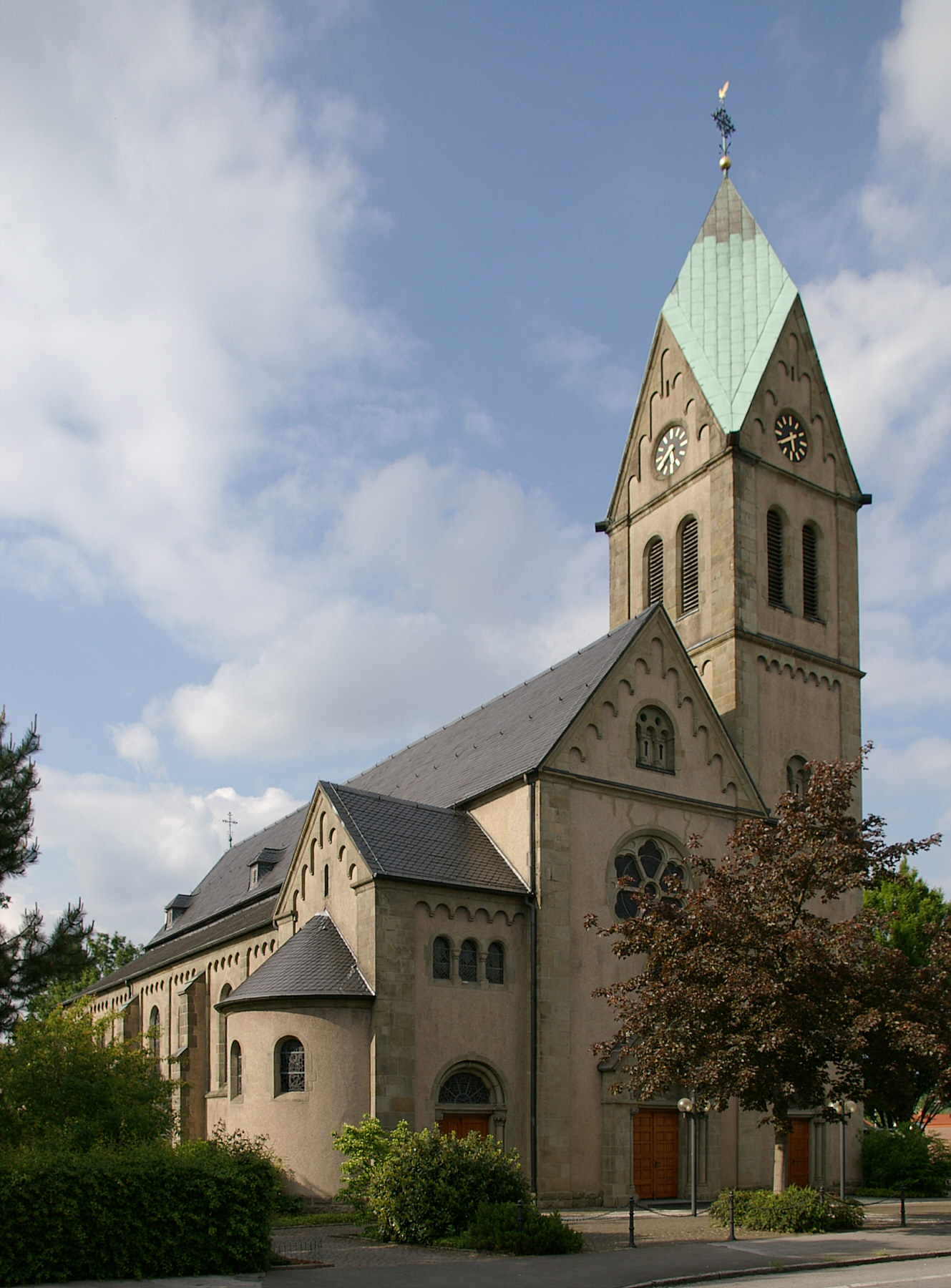
St.-Michael-Kirche

Die Michaelkirche ist ein unter Denkmalschutz stehendes katholisches Kirchengebäude im Dortmunder Stadtteil Lanstrop, Michaelstraße 2. Der Kirchenpatron ist der Erzengel Michael.

## Geschichte
Die ursprünglich zum Kirchspiel Kurl gehörende Gemeinde in Lanstrop bekehrte sich im Jahre 1569 durch Pfarrer Hermann Rosenbaum zum evangelischen Glauben. Nach dessen Tod 1619 setzte sich durch den Patronatsherrn Dietrich von der Recke der alte katholische Glaube fort. Somit blieb die Gemeinde Lanstrop bis ins 20. Jahrhundert weitgehend katholisch, anders als die großenteils evangelischen Nachbargemeinden. Im Zuge der Industrialisierung, besonders der Kohleförderung der benachbarten Zechen Kurl und Preußen, stieg die Bevölkerung in Lanstrop weiter an. Dadurch wurde die St.-Johannes-Baptist-Kirche in Dortmund-Kurl zu klein, und schon bald wuchs der Wunsch nach einer eigenen Kirche. Am 4. Juli 1897 beantragte die katholische Männerversammlung aus Lanstrop und Niederaden beim Pfarrer in Kurl, in Lanstrop einen eigenen Gottesdienst zu feiern. Der Pfarrer willigte ein, sodass eine angemietete Scheune der Gaststätte Brockhaus in einen Betsaal umgebaut und am 1. Juni 1898 feierlich eingeweiht wurde. Im gleichen Jahr schenkte Freiherr von Wenge-Wulffen dem Kirchenbauverein ein Grundstück. In den Jahren 1907–1908 errichtete man direkt neben dem Kirchengrundstück eine Vikarie des späteren Pfarrhauses. Man beauftragte den Architekten Hermann Wielers, der eine neugotische Teilkirche ohne Turm für etwa 57.000 Mark vorschlug. Doch der Kurler Kirchenvorstand lehnte diesen Vorschlag ab. Daraufhin erstellte Wielers am 2. April 1911 den endgültigen Entwurf einer vollständigen neuromanischen Hallenkirche mit Turm. Nach der Zustimmung des Kirchenvorstands begannen die Bauarbeiten. Inzwischen war Lanstrop seit dem 1. Oktober 1910 eine selbstständige Kirchengemeinde und löste sich somit von der Muttergemeinde Kurl. Der Bau einer eigenen Kirche wurde für die Gemeinde Lanstrop ein Zeichen der Selbstständigkeit.

## Der Kirchenbau von 1912 bis 1913

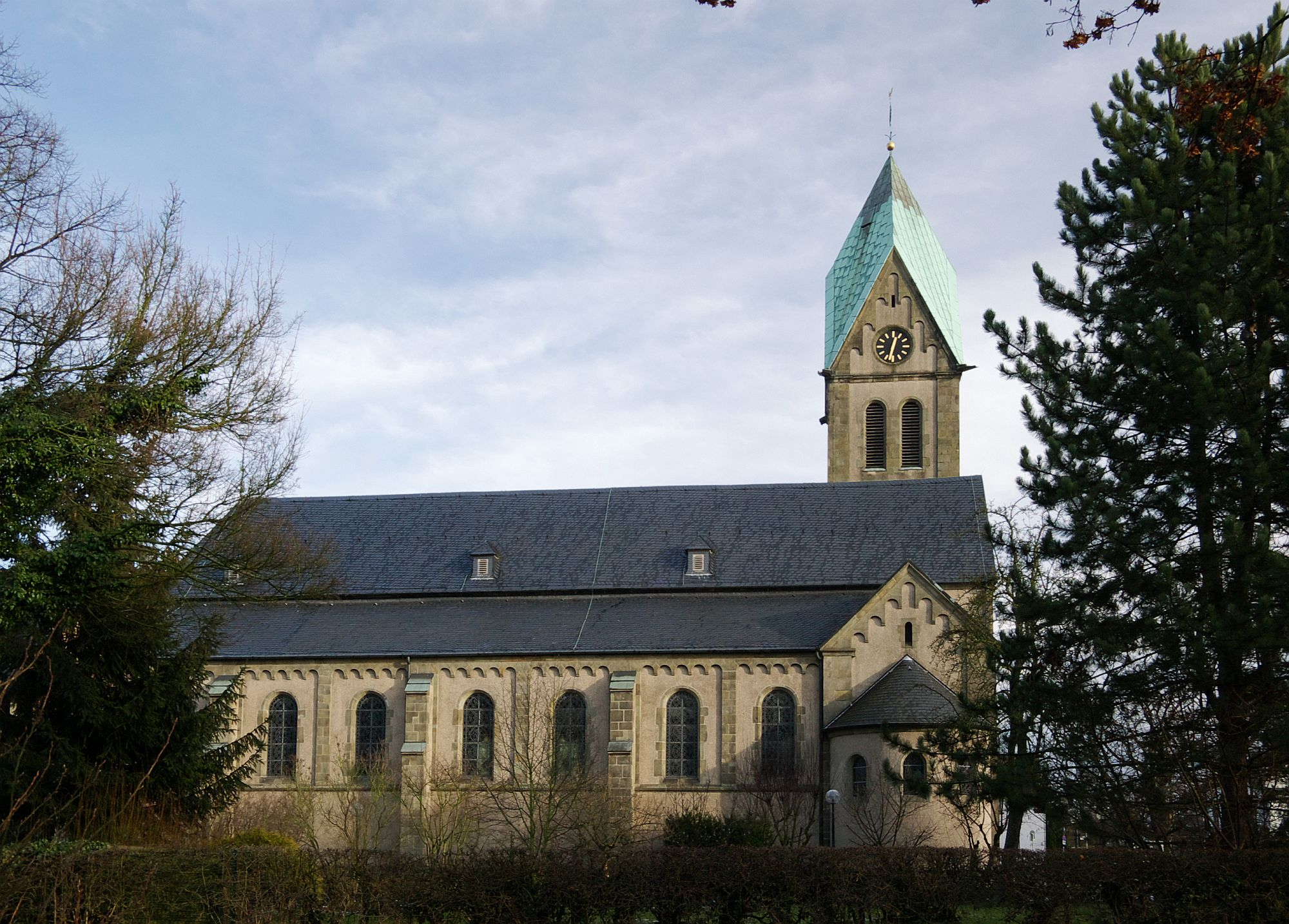
Michaelkirche, von der Alekestraße gesehen

Am 6. Oktober 1912 erfolgte die Grundsteinlegung. Die Bauarbeiten wurden weitgehend an heimische Unternehmen vergeben, etwa den Bauunternehmer Grundmann aus Lanstrop. Spenden der Gemeindemitglieder trugen zur Verschönerung des Kirchenbaus von innen und außen bei. Nach einjähriger Bauzeit war die Kirche vollendet und am 28. September 1913 erfolgte die Einweihung. Die Gesamtkosten des Kirchenneubaus betrugen über 81.000 Mark.

## Architektur
Die Michaelkirche ist eine dreischiffige neuromanische Stufenhalle mit einem zur Ostseite gerichteten Seitenturm und einer zur Westseite anschließenden Kapelle mit halbrunder Apsis. Das überragende Langhaus wird von abgestuften Seitenschiffen flankiert, die vor der Chorapsis enden. Den Abschluss der Kirche bildet eine nach Norden gerichtete halbrunde Chorapsis, an die sich der Sakristeianbau anschließt. Die aus Ziegeln errichteten Langhausmauern sind durch Strebepfeiler und Rundbogenfenster gegliedert. Zwischen Strebepfeilern und Rundbogenfenstern sind die Wandflächen durch Lisenen gegliedert. Darüber befinden sich auffällig gestaltete Bogenfriese, die sich mit den Lisenen vereinen. Die Eckfassungen, Strebepfeiler und Gesimse sind mit Werksteinen aus Rüthener Sandstein verblendet und verleihen der Kirche einen wehrhaften Charakter. Die Zwischenflächen wurden in Kieselwaschputztechnik verputzt. Die Südseite ist mit insgesamt drei Portalen ausgestattet, von den das mittlere das Hauptportal bildet. Es besteht aus einem wenig hervortretenden schmuckvoll gestalteten Giebelvorbau, in dem ein neuromanisches Stufenportal mit schmalen Säulen und Kapitellen eingefasst ist. Auf dem Giebelvorbau befindet sich eine figürliche Darstellung des heiligen Erzengels Michael, dem Namengeber der Kirche. Dahinter erhebt sich ein großzügig gestaltetes Radfenster, dass in sechs Speichen unterteilt ist. Darüber folgt ein schlicht geformter Dreiecksgiebel mit schwungvollen Bogenfriesen und einem in Stein eingefassten Drillingsfenster. Der an das östliche Seitenschiff anschließende markante Seitenturm ist in vier Turmsegmente unterteilt. An den beiden untersten Turmsegmenten ist das Mauerwerk durch Drillings- und Biforienfenster durchbrochen, im dritten Turmsegment durch jeweils zwei rundbogig gestaltete Schallluken. Darin befindet sich die Glockenstube, in der sich insgesamt drei Glocken befinden. Die darüberliegenden parallel zum Unterbau stehenden Giebeldreiecke sind mit jeweils einer Turmuhr versehen. Darauf folgt ein mit Kupferblech gedeckter Rhombenhelm mit Turmkugel, Turmkreuz und Wetterhahn.

### Die Glocken
Kurz vor der Fertigstellung der Kirche wurden drei Glocken bei der Glockengießerei Otto in (Bremen-) Hemelingen bestellt. Sie waren auf die Töne „c“, „g“ und „a“ abgestimmt und wurden am 20. September 1913 dem hl. Michael, der hl. Maria und dem hl. Franziskus geweiht. Im Kriegsjahr 1917 mussten die zwei größten Glocken für Rüstungszwecke abgeliefert und eingeschmolzen werden. Der Gemeinde verblieb daraufhin nur die kleine „a“-Glocke. Erst im Jahr 1926 wurden zwei neue Glocken bestellt, die am 28. Februar 1926 eingeweiht wurden. Im Zweiten Weltkrieg wurden wiederum die zwei größten Glocken eingeschmolzen. 1968 wurden zwei neue Glocken vom Bochumer Verein angeschafft. Sie erklingen in e′ und g′.